# Bodányi Ödön
Bodányi Ödön (Kerülős, 1858. szeptember 26. – Szombathely, 1921. január 9.) magyar vasúti mérnök.

## Élete
Szülei Bodányi József (1819–1883) borosjenői uradalmi igazgató és Salacz Mária. Testvérei Pechata Endréné B. Mária, Bodányi László törvényszéki jegyző és Leitner Ernőné B. Etelka. Nagybátyja volt Salacz Béla királyi kúriai bíró.
Münchenben járt műegyetemre, ahol 1878-ban végzett mérnökként. Diplomáját a budapesti József Műegyetemen honosíttatta.
1879-1893 között az Arad-Csanádi Vasútnál dolgozott, 1885-től mint főmérnök. Azután 1899 májusáig a Segesvár-Szentágotai Vasút építésében vett részt. Folyószabályozási feladatokat is végzett: Arad városának többször is önkéntesen segített. Segesvárott utcaszabályozást végzett. 1899. október 19-én Éhen Gyula ajánlására megválasztották Szombathely város főmérnökévé.
Az infrastruktúrafejlesztő programban (víz- és csatornahálózat, aszfaltozott közutak) sok feladat hárult rá, amit kifogástalanul végzett. Szombathelyen az ő tervei alapján készült, a perinti Népfürdő, az I. kerületi elemi iskola, a III. kerületi Szent Márton utcai elemi iskola Dózsa Kálmánnal közösen. Emellett több terv ellenőrzésében és módosításában is részt vállalt. Csak két alkalommal indult fegyelmi eljárás ellene: az 1908-as halálos áldozatokkal járó városi tífuszjárvány és a szintén 1908-ban napvilágra került Kunz Ferenc vízóra-forgalmazó vállalkozó személyével kapcsolatos megvesztegetési botrány miatt az ő felelősségét is feszegették. Az előbbi vádak alapján megindult vizsgálatot az 1908. július 9-i közgyűlésen beszüntették ellene. Így 1909. március 24-én ismét főmérnöknek nevezték ki. Az utóbbi vád miatt a fegyelmi eljárás megszűnt. Ezen hivatalt ezután már haláláig viselte.
Képzett zenész volt. Bayreuthi mintára ünnepi (nyári) színházat akart létrehozni Szombathelyen. Mint a Művészeti Bizottság elnöke, tevékenyen részt vett az országos dalosversenyek rendezésében. Az ő személyéhez kapcsolódik a szentmártoni templom Pacsirta énekkarának megszervezése. Szombathelyen temették el január 11-én. Római katolikus vallású volt.

## Elismerései és emlékezete
- Bodányi Ödön-díj
- Bodányi Ödön utca, Szombathely
- Síremlékét 2022-ben újíttatták fel[5]

## Művei
Számos publikációja jelent meg.
- 1893 A keskenyvágányú vasútak nemzetgazdasági jelentősége. A mezőhegyesi gazdasági iparvasútnak, a Neufeldt Károly-féle gurahonci erdei vasútnak és a doboj-tuzlai helyi-érdekű vasútnak, mint három gyakorlati példának ismertetése. Különlenyomat a Magyar Mérnök- és Építész-Egylet Közlönyének XXVI. kötetéből. Pester Lloyd-Társulat, Budapest.
- 1907 Adatok Zichy Mihály életéről és művészetéről. Budapest
- 1910/1998 Szombathely város fejlődése 1895-1910-ig és műszaki létesítményei. Budapest (Építő Ipar)